# 成燦
成燦（韓語：성찬；2001年9月13日—），本名鄭成燦（韓語：정성찬），出生於韓國首爾，韓國歌手，SM娱乐旗下男子团体RIIZE的成员。曾為SM娛樂旗下NCT的成員。2020年10月12日，以NCT成員身份出道。2023年5月24日，SM娛樂宣布將會推出新男團，為了使成燦有更好的發展，而退出NCT，于2023年9月4日以RIIZE成员再次出道。

## 演藝事業
2016年，成燦因在路上兩次被SM娛樂星探發掘，而產生了要挑戰看看的想法。即使被星探選中了也得參加選秀的，當時覺得自己實力還不夠的成燦先上了舞台學院，後通過選秀成為旗下練習生，度過了4年的練習生生涯。
2020年9月21日，SM娛樂官宣NCT 2020企劃，成燦正式加入NCT大型男子組合。22日及23日，通過《NCT 2020 YearParty》的企劃預告片首次亮相，以及V Live直播《WISH 2020》首次登場。10日12日，隨NCT發表正規專輯《NCT: RESONANCE Pt. 1》，正式出道。11月27日，發表正規專輯《NCT: RESONANCE Pt. 2》，并隨子團NCT U以《90's Love》出演KBS《Music Bank》，正式展開活動。
2021年3月7日，與IZ*ONE的安俞真及Treasure的志焄共同同擔任SBS《人氣歌謠》固定MC。
2023年5月24日，SM娛樂宣布將會推出新男團，為了使成燦有更好的發展，而退出NCT。
2023年9月4日以单曲一辑《Get A Guitar》作为RIIZE成員再次出道。

## 音樂作品
所屬團體之共同作品，請參閱NCT音樂作品列表

### 音樂錄影帶
| 發布日期      | 歌曲名稱         | 歌手   |
| ------------- | ---------------- | ------ |
| 2021年7月14日 | Free To Fly 2021 | Kangta |

## 影視作品
所屬團體之共同作品，請參閱NCT影視作品列表

## 主持作品
| 日期                        | 電視台 | 節目         | 備註           |
| --------------------------- | ------ | ------------ | -------------- |
| 2021年3月7日－2022年3月27日 | SBS    | 《人氣歌謠》 | 與安俞真、志焄 |

## 外部連結
- 官方网站